# シアノ(ヒドロキシイミノ)酢酸エチル
シアノ(ヒドロキシイミノ)酢酸エチル（シアノ(ヒドロキシイミノ)さくさんエチル、ethyl cyanohydroxyiminoacetate、oxyma）は、シアノ酢酸エチルのオキシムである。ペプチド合成においてジシクロヘキシルカルボジイミド（DCC）といったカルボジイミドの添加剤として使用されている。その顕著な酸性度 (pKa 4.60) により、DCCの塩基性や求核性を中和する試薬として作用し、塩基によって触媒される副反応、特にラセミ化を抑制する。

## 合成
シアノ酢酸エチルと亜硝酸（亜硝酸ナトリウムと酢酸から生成する）を反応させると、収率87%でシアノ(ヒドロキシイミノ)酢酸エチルが得られる。
このエステルは急速に加水分解するため、反応はpH 4.5で行われるべきである。リン酸でpHを4.5に調整すると実質的に定量的な収率で生成物を得ることができる。
本化合物はエタノールまたは酢酸エチルから再結晶によって精製することができる。
ベンゾトリアゾール誘導体の1-ヒドロキシベンゾトリアゾール（HOBt）および1-ヒドロキシ-7-アザベンゾトリアゾール（HOAt）（これらはペプチド連結試薬として広く使われているが、爆発性である）と比較すると、シアノ(ヒドロキシイミノ)酢酸エチルは加熱による熱分解が顕著に遅い。

## 性質
シアノ(ヒドロキシイミノ)酢酸エチルはペプチド合成において一般的な多くの溶媒（ジクロロメタンやジメチルホルムアミド）に溶解性のある白色固体である。結晶形では、オキシムとして存在するが、塩としてや、強塩基性溶液中では主にアニオンの互変異性ニトロソ異性体として存在する。

## 応用
調製方法が単純なこと、80  °C以下の温度における安定性、そして特に高収率と得られたペプチドの低いラセミ化のため、シアノ(ヒドロキシイミノ)酢酸エチルは、現在、ペプチド合成の添加剤として広く使用されるようになった。
シアノ(ヒドロキシイミノ)酢酸エチルは、固相ペプチド合成における自動化メリフィールド合成のような溶液中での従来のペプチド連結において、カルボジイミド（例えば、ジシクロヘキシルカルボジイミド〈DCC〉、ジイソプロピルカルボジイミド〈DIC〉、または水溶性の1-エチル-3-(3-ジメチルアミノプロピル)カルボジイミド〈EDCI〉）のようなカップリング試薬とともに、カップリング添加剤として使用することができる。
例えば、ジペプチドZ-L-Phg-L-Val-OMeの段階的な液相合成は、Nが保護されたZ-L-α-フェニルグリシン（ベンジルオキシカルボニル基〈Z基〉を有する）とカップリング試薬DICと添加剤シアノ(ヒドロキシイミノ)酢酸エチルを有するL-バリンメチルエステルを使用して、ラセミのDL-ジペプチドを含まない光学的に純粋なL,L型生成物を81 - 84%の収率で得ることができる。
さらに最近では、アシル化試薬として、保護基の9-フルオレニルメチルオキシカルボニル基（Fmoc基）を移動させるためのFmoc-oxymaや、ジメチルモルフォリン-ウロニウム塩として可溶性であるカップリング試薬COMUなど、シアノ(ヒドロキシイミノ)酢酸エチル（Oxyma）の様々な誘導体が開発されている。COMUは、oxymaと同様に、標準的な添加剤であるHOBtよりもラセミ化の抑制とアシル化効率に優れており、ベンゾトリアゾールのような爆発リスクを伴わずにHOAtと同等の効果を発揮する。
添加剤としシアノ(ヒドロキシイミノ)酢酸エチルの水溶性誘導体を、カップリング試薬としてDICを用いると、弱塩基性水溶液中でも、モデル物質Z-L-Phg-OHとL-H-Pro-NH2を用いて、95%の収率と>99%のジアステレオマー過剰率で保護アミノ酸をオリゴペプチドに連結することができる。
アミノ酸のカップリングでは、頻繁に発生する二次反応は大半が抑制される。副反応には、対称酸無水物の形成、ラセミ化とエピメリ化とオキサゾリノンへの環化、あるいは特にジペプチドでは、2,5-ジケトピペラジンへの環化がある。